# Oštra Luka (samhälle)
Oštra Luka är ett samhälle i Bosnien och Hercegovina. Det är beläget i Republika Srpska, i den nordöstra delen av landet, 130 km norr om huvudstaden Sarajevo. Oštra Luka ligger 85 meter över havet och antalet invånare är 3 923.
Terrängen runt Oštra Luka är mycket platt. Närmaste större samhälle är Gradačac, 18,0 km sydväst om Oštra Luka. 
Trakten runt Oštra Luka består till största delen av jordbruksmark. Runt Oštra Luka är det ganska tätbefolkat, med 134 invånare per kvadratkilometer.  Klimatet i området är tempererat. Årsmedeltemperaturen i trakten är 11 °C. Den varmaste månaden är juli, då medeltemperaturen är 24 °C, och den kallaste är januari, med −2 °C. Genomsnittlig årsnederbörd är 1 205 millimeter. Den regnigaste månaden är maj, med i genomsnitt 240 mm nederbörd, och den torraste är november, med 64 mm nederbörd.